# Pseudogekko ditoy
Pseudogekko ditoy — вид геконоподібних ящірок родини геконових (Gekkonidae). Ендемік Філіппін. Описаний у 2014 році.

## Поширення і екологія
Pseudogekko ditoy мешкають на островах Лейте і Самар. Вони живуть у вологих рівнинних тропічних лісах.